# Beau Geste
Beau Geste é um filme de aventura americano de 1939 estrelado por Gary Cooper, Ray Milland, Robert Preston, Brian Donlevy e Susan Hayward. Dirigido e produzido por William A. Wellman, o roteiro foi adaptado por Robert Carson, baseado no romance homônimo de 1924, de P. C. Wren. A produção e direção ficaram a cargo da Paramount Pictures, com a trilha sonora feita por Alfred Newman e a fotografia por Theodor Sparkuhl e Archie Stout.
A trama é uma história clássica da fraternidade entre irmãos que se alistam na famosa Legião Estrangeira Francesa. Significando esse serviço militar um verdadeiro suicídio, a Legião era vista como uma saída honrosa para homens desesperados e sem alternativas e que só esperavam a morte. Mas também podia ser uma aventura irresistível para jovens cavalheiros, como eram os protagonistas do filme.

## Sinopse
Acusados de roubar uma safira valiosa, os três irmãos Geste deixam a Inglaterra e se juntam à Legião Estrangeira. Um informante, Rasinoff, e depois um bruto sádico, o sargento Markoff, tentam descobrir qual dos três está com a safira.

## Elenco
Segue abaixo a tabela do elenco.
| Ator               | Personagem                | Detalhes                                 |
| ------------------ | ------------------------- | ---------------------------------------- |
| Gary Cooper        | Michael "Beau" Geste      |                                          |
| Ray Milland        | John Geste                |                                          |
| Robert Preston     | Digby Geste               |                                          |
| Brian Donlevy      | Sargento Markoff          |                                          |
| Susan Hayward      | Isobel Rivers             |                                          |
| J. Carrol Naish    | Rasinoff                  |                                          |
| Albert Dekker      | Schwartz                  |                                          |
| Broderick Crawford | Hank Miller               |                                          |
| Charles Barton     | Buddy McMonigal           |                                          |
| James Stephenson   | Major Henri de Beaujolais | Comandante da coluna de reforço          |
| Heather Thatcher   | Lady Patricia Brandon     |                                          |
| James Burke        | Tenente Dufour            |                                          |
| G. P. Huntley Jr.  | Augustus Brandon          | Creditado como George P. Huntley         |
| Harold Huber       | Voisin                    |                                          |
| Donald O'Connor    | Beau na infância          |                                          |
| Billy Cook         | John na infância          |                                          |
| Martin Spellman    | Digby na infância         |                                          |
| Ann Gillis         | Isobel na infância        |                                          |
| David Holt         | Augustus na infância      | Um companheiro de brincadeira desprezado |
| Harvey Stephens    | Tenente Martin            |                                          |
| Stanley Andrews    | Maris                     |                                          |
| Harry Woods        | Renoir                    | Um legionário desertor                   |
| Arthur Aylesworth  | Renault                   | Outro legionário desertor                |
| Henry Brandon      | Renouf                    |                                          |
| Barry Macollum     | Krenke                    |                                          |
| Ronald R. Rondell  | Bugler                    | Creditado como Ronnie Rondell            |

## Produção

### Trama
Uma valiosa safira chamada de "Água Azul" foi roubada da casa do falido Lorde inglês Brandon. Os dois irmãos Geste mais velhos, "Beau" e Digby, que juntos com John viviam na casa desde a infância, assumem o roubo e fogem para se alistar na Legião Estrangeira Francesa. Apesar de amar Isobel, a filha adotiva do Lorde e que também morava com eles, John resolve acompanhar os irmãos e também se apresenta à Legião.
Os três irmãos se reúnem para o treinamento militar, comandados pelo sádico sargento Markoff, um russo oriundo da Sibéria. Ao conversarem sobre o roubo da safira à noite, Beau e John se dizem os ladrões. Um dos recrutas ouve a conversa e conta para Markoff. O sargento imediatamente começa a planejar um meio de ficar com a jóia, e assim que o treinamento acaba, ele envia Digby para um outro posto militar deixando Beau e John sob seu comando no Fort Zinderneuf, em pleno deserto do Saara. Além do cruel sargento que leva os homens à beira do motim, os irmãos agora irão enfrentar os constantes ataques dos guerreiros tuaregues, que lutam encarniçadamente contra o domínio francês.
No final, John é o único sobrevivente da guerra e da brutalidade de Markoff, e ele volta para casa e se reúne com Isobel. Lady Brandon lê em voz alta a carta de Beau, revelando o mistério: quando criança ele se escondera em uma armadura e a testemunhou vendendo a "Água Azul" para arrecadar dinheiro para a família. Percebendo anos depois que ela a havia substituído por uma falsa, ele roubou a joia falsa para protegê-la de ser descoberta - seu “beau geste”.

### Lançamento
Beau Geste foi lançado nos Estados Unidos em 24 de julho de 1939. Esta versão de Beau Geste foi quase uma refilmagem exata da versão do cinema mudo de 1926, estrelada por Ronald Colman. Foi refeito novamente em 1966, estrelado por Doug McClure, Leslie Nielsen e Telly Savalas.  Os direitos autorais do filme foram renovados em 1966.

## Recepção
O filme recebeu duas indicações ao Oscar, mas sem vitórias: Brian Donlevy recebeu sua única indicação ao Oscar, de Melhor Ator Coadjuvante por sua atuação como o sádico e horrendo Sargento Markoff, e a indicação para Melhor Direção de Arte para Hans Dreier e Robert Odell por seus maravilhosos cenários e valores de produção. O filme mudou a nacionalidade do sargento cruel de francês para russo para evitar ofender os legionários franceses e público de cinema francês. Com ainda mais impacto, o filme contou com quatro futuros vencedores do Oscar - Gary Cooper, Ray Milland, Susan Hayward (em sua estreia no cinema) e Broderick Crawford.
O filme é historicamente autêntico, com os legionários usando seus quepes brancos e casacos azuis-escuros, armados com os fuzis Berthier Modèle 1907-15 e os tuaregues com mosquetes Jezail; sendo elogiado por seu "realismo vigoroso e alcance espetacular". Os legionários são representados como homens bravos que "riem diante da morte". O Sargento Markoff é descrito como um homem totalmente desprovido de virtudes, exceto coragem. O filme tem 100% de aprovação no Rotten Tomatoes no Tomatometer, a métrica dos revisores profissionais.
Um crítico contemporâneo do New York Times sentiu que este filme não atendia aos padrões da adaptação de Ronald Colman de 1926, escrevendo que: "No geral, talvez seja uma coisa lamentável para Beau Geste o Segundo que Beau Geste o Primeiro tenha sido tão distinto, pois o filme do Sr. Wellman parece dominado pela tremenda sombra de seu antecessor. Uma das reclamações era que os três irmãos britânicos Geste eram todos interpretados por americanos. Mesmo assim, o crítico ainda chamou a produção de "uma emocionante peça de cinema". O original de 1926 deu início ao gênero, e Gary Cooper até mesmo estralara como legionário no filme Marrocos, de 1930.
O filme de 1939 permanece a mais famosa adaptação do romance, sendo a versão referenciada na cultura popular. No quadrinho da Turma do Charlie Brown, durante uma ambientação de Beau Geste onde o Snoopy é o Sargento Markoff, ao informar os novos legionários que eles receberão novas identidades, ele precisa respondê-los que eles não podem todos ser o Gary Cooper. O comediante Marty Feldman dirigiu e estrelou a paródia da Universal Pictures, The Last Remake of Beau Geste (1977), com imagens editadas da versão de 1939 sendo usadas.